# Vieja Tiflis

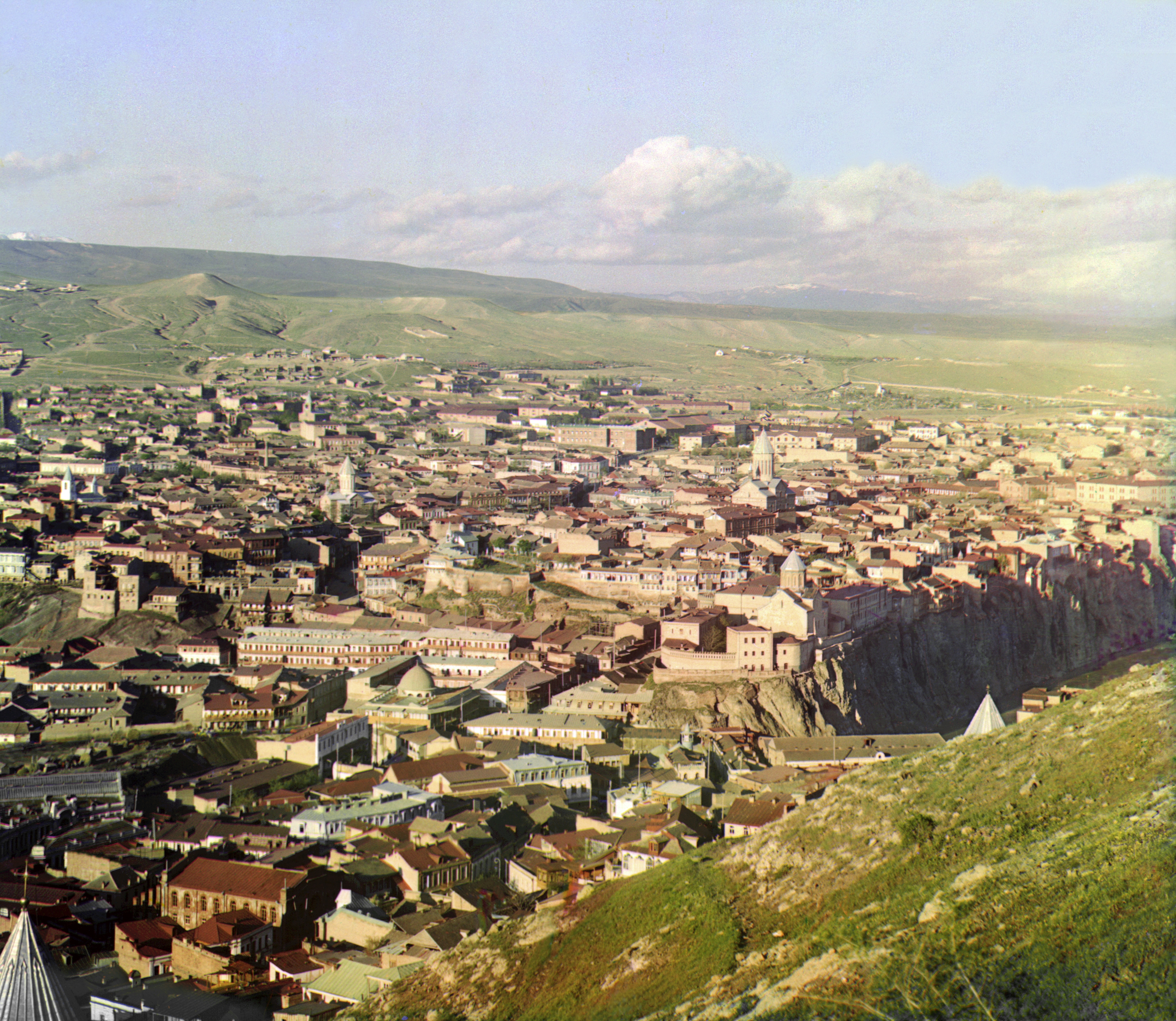
Vista del casco de Vieja Tiflis en la década de 1900, por Serguéi Prokudin-Gorski.

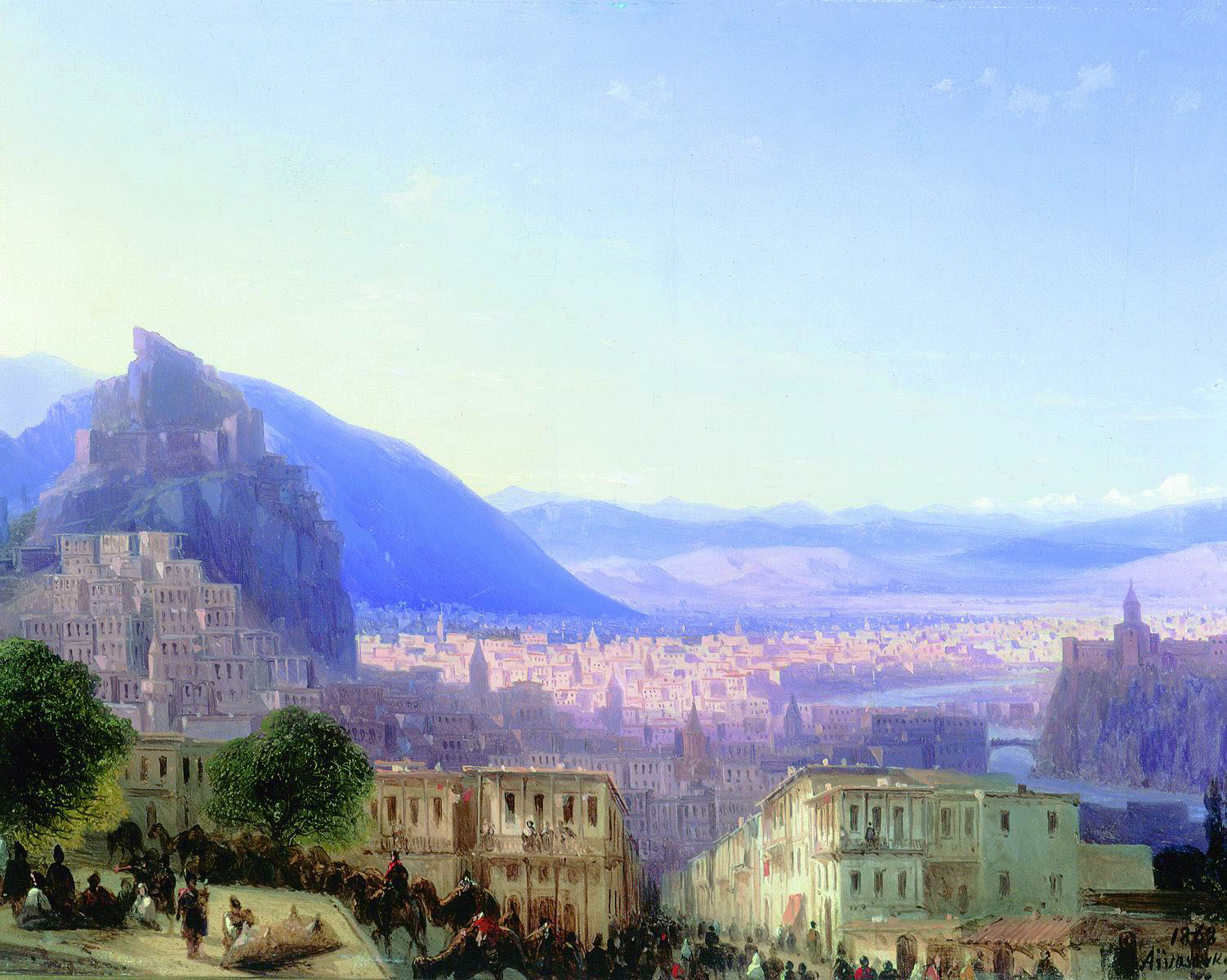
Vista del casco de Vieja Tiflis en 1868, de Iván Aivazovski.

Vieja Tbilisi o Vieja Tiflis (en georgiano: ძველი თბილისი, dzveli t'bilisi) fue un distrito administrativo (raioni) en Tiflis, capital de Georgia de 2007 a 2013. Aunque el término "Vieja Tiflis" se ha utilizado mucho tiempo para referirse a la parte histórica de la ciudad, fue sólo en 2007 que se convirtió en una entidad administrativa distinta al incorporar varios barrios históricos anteriormente incluidos en los distritos de Mtatsminda-Krtsanisi, Isani-Samgori y Didube-Chughureti. El distrito fue disuelto en 2013 adjudicando sus partes a otros distritos de la capital.
Vieja Tiflis se centra principalmente en lo que se conoce comúnmente como el distrito histórico de Tiflis, que, debido a su significativo valor arquitectónico y urbano, así como la amenaza a su supervivencia, figuraba anteriormente en el World Monuments Watch (1998, 2000, 2002).
El distrito se encuentra en ambos lados del río Kurá y está dominado por el monte Mtatsminda, la fortaleza Narikala y el monumento Kartlis Deda. Principalmente presenta un tejido urbano del siglo XIX con mucha arquitectura ecléctica que incluye gran parte de los edificios y estructuras desde el siglo V hasta el siglo XX. Sin embargo, la mayor parte de la ciudad de antes del siglo XIX no sobrevivió debido a la devastadora invasión persa de 1795. El distrito cuenta con un grueso de las atracciones turísticas en Tiflis, incluyendo iglesias, museos, casas de baños de azufre, y casas de madera con peculiares balcones tallados abiertos. En el siglo XIX, el territorio central del distrito de Vieja Tiflis de hoy en día se subdividió experimentalmente en barrios étnicos como Avlabari con sus barrios armenio y georgiano, Alexanderdorf, barrio alemán en la orilla izquierda del río Kura y el barrio persa (Said-Abad) en la margen derecha del río Kurá (Mtkvari).

## Nueva vida de Vieja Tiflis
En 2010, el gobierno de Tiflis comenzó un programa iniciado por alcalde Gigi Ugulava. La idea era renovar casas antiguas y dañadas y calles empedradas para hacer Vieja Tiflis más atractiva para los turistas y visitantes.